# Loupež

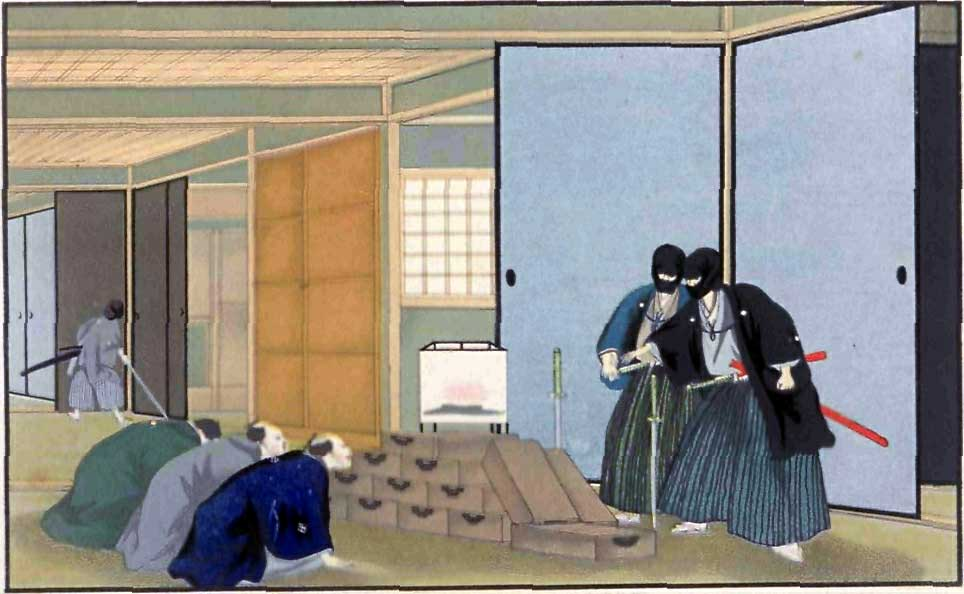
Loupežné přepadení domu bohatých japonských kupců

Loupež je trestný čin (zvlášť závažný zločin), kterým pachatel usiluje o získání cizí věci násilím či pohrůžkou okamžitého vykonání násilí. V českém právu v nyní účinném trestním zákoníku (zákon č. 40/2009 Sb., ve znění pozdějších předpisů) je loupež upravena v ustanovení § 173. Pachatel se tohoto trestného činu dopustí tehdy, pokud proti jinému užije násilí nebo pohrůžky bezprostředního násilí v úmyslu zmocnit se cizí věci.
Trestný čin loupeže je namířen proti svobodě lidského rozhodování a zároveň i proti majetku. Ochrana svobody lidského rozhodování je současnou právní úpravou u loupeže pociťována jako hlavní objekt trestného činu a ochrana majetku jako vedlejší (méně významný) objekt, a proto je tento trestný čin zařazen v hlavě druhé zvláštní části trestního zákoníku mezi trestné činy proti svobodě a právům na ochranu osobnosti, soukromí a listovního tajemství (na rozdíl od např. trestného činu krádeže, který je upraven hlavě páté trestního zákoníku upravující trestné činy proti majetku).
Ve slangu používaném kriminální subkulturou, ale i policisty a dalšími osobami působícími v orgánech činných v trestním řízení bývá loupež označována jako „elpaso“, když tento výraz vychází ze fonetické podoby zkratky loupežného přepadení (LP, eLPé, eLPíčko, eLPí) pozměněné a doplněné do jména amerického města El Paso.

## Charakteristika a odlišení od jiných trestných činů
Zákonné znaky loupeže jsou naplněny již vykonáním násilí či pohrůžky bezprostředního násilí v úmyslu zmocnit se cizí věci, pachatel z tohoto hlediska nemusí svého záměru věc získat vůbec dosáhnout. Trestný čin loupeže je speciálním ve vztahu k trestnému činu vydírání v tom, že násilí či pohrůžka bezprostředního násilí směřuje ke získání cizí věci. Pokud by jednání pachatele bylo zaměřeno na omezení svobody rozhodování poškozeného v jiném směru, usiloval by ho přimět k jinému jednání než vydat věc, která není pachatele, jednalo by se o trestný čin vydírání. O tento trestný čin by šlo i v případě, pokud by pohrůžka násilí nebyla bezprostřední a byla by zaměřena do vzdálenější doby v budoucnosti.
Loupež je třeba odlišovat od trestného činu krádeže vloupáním. Při takové krádeži se pachatel také zmocňuje cizí věci, avšak činí tak bez předchozího působení na poškozeného. Vloupání znamená, že vnikne do uzavřeného prostoru lstí, nedovoleným překonáním uzamčení nebo překonáním jiné jistící překážky s použitím síly. V tomto směru pojmy krádeže vloupáním a loupeže bývají v běžném jazyce a ve sdělovacích médiích zaměňovány, stejně tak jako označení pachatelů takových trestných činů (pachatel loupeže je lupič a pachatel krádeže je zloděj).
Pokud se pachatel již zmocní cizí věci a až následně a bezprostředně po činu (např. je-li přistižen) se ji pokusí si uchovat násilím nebo pohrůžkou bezprostředního násilí, jde opět o krádež, ne loupež. Pokud se pachatel zmocňuje věci, kterou má poškozený na sobě nebo při sobě, jedná o krádež tehdy, pokud předmětnou věc získá bez použití razantnějšího násilí (např. nečekaně vytrhne z ruky kabelku). Pokud však poškozený věc pevně drží a dojde k určitému přetahování, při němž je násilné působení pachatele razantnější povahy, je třeba takový skutek již posoudit jako trestný čin loupeže.

## Trest a okolnosti podmiňující použití vyšší trestní sazby
Za spáchání trestného činu loupeže trestní zákoník stanoví trest odnětí svobody na 2 roky až 10 let.
Dále v kvalifikovaných skutkových podstatách vymezuje okolnosti podmiňující uložení trestu v přísnější sazbě:
- dopustí-li se pachatel loupeže jako člen organizované skupiny nebo způsobí-li činem těžkou újmu na zdraví nebo značnou škodu nebo spáchá-li takový čin v úmyslu umožnit nebo usnadnit spáchání trestného činu vlastizrady, teroristického útoku nebo teroru, hrozí mu trest odnětí svobody na 5 až 12 let
- způsobí-li pachatel škodu velkého rozsahu, hrozí mu trest odnětí svobody na 8 až 15 let, v případě, kdy způsobí smrt, hrozí mu trest odnětí svobody na 10 až 18 let.